# Entreprise de l'Yvette
L'Entreprise de l'Yvette était une société créée par Nicolas Defer de la Nouere (1740-1794) en 1787 pour amener de l'eau potable à Paris via l'Yvette, une rivière française de la vallée de Chevreuse, affluent de l'Orge et donc sous-affluent de la Seine. Son action était au cœur des grandes spéculations boursières sous Louis XVI.

## Histoire
Nicolas Defer de la Nouere, ancien capitaine d'artillerie dans les colonies, ingénieur des ponts et chaussées et membre de l'académie de Science, publia en 1782 et 1783 plusieurs mémoires sur la question d'amener de l'eau potable à Paris. Il proposa un projet de canal dans le Berry.
Il reprend un projet présenté en 1775 à l'Académie des sciences par l'ingénieur Jean-Rodolphe Peronnet de détournement des eaux de l'Yvette dans la Bièvre et de canalisation pour fournir de l'eau potable à Paris. En 1782, un rapport de l'Académie signé Delalande, d'Alembert, Coulomb, Leroy, Bossut, le marquis de Condorcet et Tillet défend son projet[source insuffisante]. Concurrent plus que complémentaire de la Compagnie des Eaux de Paris créée en 1778, le projet se heurta, dès le début de l'entreprise, à l'opposition des riverains et intéressés à la conservation des rivières, mais l'entreprise de l'Yvette disposait de puissants appuis. L'intendant de Paris, Bertier de Sauvigny en était partisan et le ministre de la Maison du Roi Breteuil poussait à l'achat des terrains à traverser[réf. incomplète]. Le banquier Étienne Clavière la soutient aussi. En 1786, Nicolas Defer de la Nouere propose de déposer 250 000 livres à la trésorerie de la ville pour commencer les travaux, en renonçant aux bénéfices en faveur du trésor public, après remboursement de ses avances. En 1787, il créa 4 800 actions de 1 200 francs chacune, payables par douzième, d'année en année.
Louis XVI nomma le 21 mai 1786, des commissaires pour examiner les plans et devis. Sur leur rapport, il en ordonna l'exécution. Les travaux avançaient avec une étonnante rapidité et devaient s'achever en 1788, lorsqu'ils furent subitement arrêtés en 1787, pour des motifs d'intérêt particulier, selon Émiland Gauthey, qui deviendra inspecteur-général des Ponts-et-Chaussées à leur création en 1791 et publia en 1802 un mémoire dans lequel il proposa de réunir au canal de l'Yvette les eaux de l'Orge.
Des arrêts du Parlement des 26, 29 novembre, 3 et 10 décembre 1788 ordonnent la suspension des travaux à la requête du syndic de la paroisse de Verrières Vitalis de Migneaux et ordonnent « la remise en état de la Bièvre dans son ancien cours ainsi que de toutes les sources, fontaines et ruisseaux y affluant. »[réf. souhaitée] Un arrêt du conseil d’Etat du 14 février 1789 annule ces arrêts mais les travaux ne furent pas repris.
Une autre paroisse riveraine de la Bièvre, Antony et celle de Longjumeau riveraine de l'Yvette, protestent contre ce projet dans leurs cahiers de doléance de 1789. Seule la paroisse de Massy y est favorable car ce canal lui aurait évité des inondations.

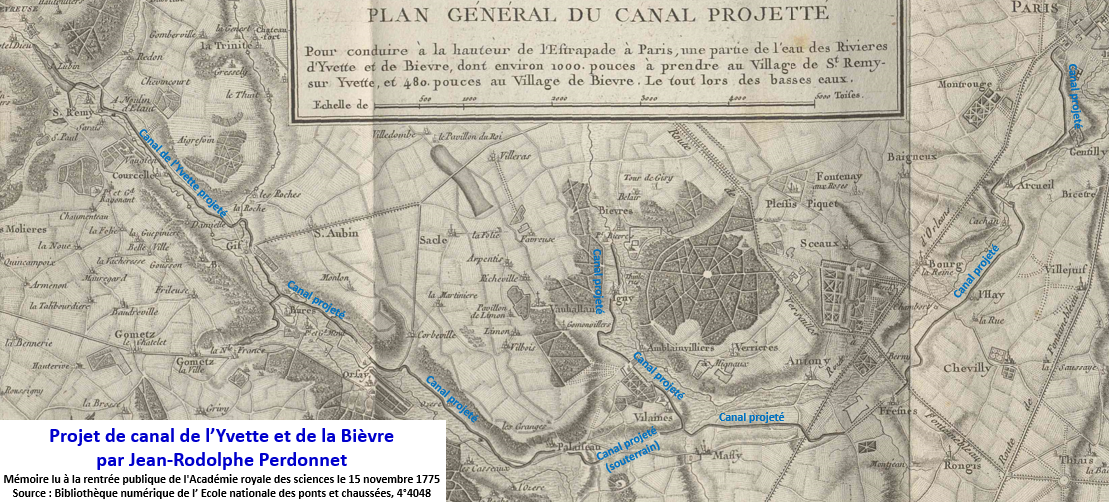